# باشگاه فوتبال هلال احمر گراش
باشگاه فوتبال هلال احمر گراش یک باشگاه فوتبال ایرانی است که در سال ۱۳۶۴ (۱۹۸۵) در گراش، فارس تأسیس شده‌است. این تیم در فصل ۱۳۹۲–۹۳ در لیگ دسته سوم فوتبال ایران بازی کرده‌است و هم‌اکنون تیم نوجوانان آن در لیگ برتر استان فارس و تیم جوانان آن در لیگ برتر کشور و تیم بزرگسالان آن در لیگ برتر استان فارس شرکت دارد.